# Uromunna powelli
Uromunna powelli är en kräftdjursart som först beskrevs av Brian Frederick Kensley 1980D.  Uromunna powelli ingår i släktet Uromunna och familjen Munnidae. Inga underarter finns listade i Catalogue of Life.